# Ulmus brandisiana
Ulmus brandisiana är en almväxtart som beskrevs av Camillo Karl Schneider. Ulmus brandisiana ingår i släktet almar, och familjen almväxter. Inga underarter finns listade i Catalogue of Life.